# Karabin M25
M25 – amerykański karabin wyborowy kalibru 7,62 mm opracowany w latach 80. XX wieku, będący modyfikacją karabinu M21.
M25 był wykorzystywany przez United States Army oraz United States Navy SEALs podczas I i II wojny w Zatoce Perskiej.